# سامسون قازاریان (سیاستمدار)
سامسون سریوژایی قازاریان (ارمنی: Սամսոն Սերյոժայի Ղազարյան؛ زادهٔ ۲۸ ژانویهٔ ۱۹۵۳ - درگذشته ۳۱ دسامبر ۲۰۲۲) یک مورخ، سیاستمدار اهل ارمنستان است که از تاریخ ۱۹۹۰ تا تاریخ ۱۹۹۵ سمت نمایندگی دوره اول شورای عالی جمهوری ارمنستان را برعهده داشت.

## زندگی‌نامه
در  ۲۸ ژانویهٔ ۱۹۵۳ در توفاشن به دنیا آمد و از دانشگاه دولتی ایروان فارغ‌التحصیل شد. وی در تالار آکادمی ملی اپرا و باله آلکساندر اسپنداریان، آوانگارد و مجموعه آموزشی مخیتار سباستاتسی فعالیت می‌کرد. وی عضو کمیته قره‌باغ بود وی در ۳۱ دسامبر ۲۰۲۲ در ۶۹ سالگی در ایروان درگشت.